# Singleton (ontwerppatroon)
Singleton is een ontwerppatroon om het aantal objecten van een bepaalde klasse tot één te beperken. Met dit ontwerppatroon is het mogelijk om de toegang tot bepaalde systeembronnen altijd via één object te laten gaan.
Een toepassing van de singleton is bijvoorbeeld het maken van unieke identificatienummers binnen een programma. Om er altijd zeker van te zijn dat elk identificatienummer uniek is, is het handig om dit door één enkel object te laten genereren. Dit is dan een singleton.
Een singleton wordt gemaakt door een klasse te definiëren met een methode die een nieuw object aanmaakt als het nog niet bestaat en een bestaand object teruggeeft als er al wel een dergelijk object bestaat.

## Keerzijde van Singleton
Singleton is een controversieel ontwerppatroon. Singleton is eigenlijk tegengesteld aan de principes van het object-georiënteerd programmeren. Singletons introduceren binnen een programma een enkele globale instantie van een klasse in plaats van verscheidene instanties van een klasse daar waar nodig. Dit doorbreekt het patroon van een object-georiënteerd ontwerp en kan een stap terug betekenen naar het imperatief programmeren.
Bovendien moet in veel talen de Singleton zo geïmplementeerd worden dat het moeilijk of zelfs onmogelijk is om via overerving aanpassingen aan de Singleton-klasse te maken. In het bovenstaande voorbeeld is de Singleton uitgevoerd met behulp van statische methoden. In Java is het bijvoorbeeld erg moeilijk om via overerving het gedrag van een statische methode aan te passen. Het 'doorboort' de object-georiënteerde ontwerpprincipes.
Bij een verkeerd gebruik kunnen met een Singleton vaak heel makkelijk geheugenlekken geïntroduceerd worden. Dit kan door onnodig beslag leggen van geheugen als hij niet gebruikt wordt en niet opgeruimd kan worden. Ook kunnen er geheugenproblemen ontstaan in talen als C++ waarin een component een Singleton kan verwijderen die nog elders in gebruik is. Bovendien kan in gedistribueerde programma's zonder voorzorgsmaatregelen een Singleton verscheidene malen geïnstantieerd worden en dus uiteindelijk geen Singleton zijn.

## Voorbeelden

### Java
Een voorbeeld in Java:
```
public
 
class
 
Singleton
 
{

    
private
 
static
 
Singleton
 
_instance
 
=
 
null
;

    
// Private constructor vervangt de standaard public constructor 

    
private
 
Singleton
 
()
 
{}

    
//gesynchroniseerde creator om multi-threading-problemen te voorkomen

    
//nog een controle om te voorkomen dat er meer dan een object wordt geïnstantieerd

    
private
 
synchronized
 
static
 
void
 
createInstance
 
()
 
{

        
if
 
(
_instance
 
==
 
null
)
 
_instance
 
=
 
new
 
Singleton
 
();

    
}

    
public
 
static
 
Singleton
 
getInstance
 
()
 
{

        
if
 
(
_instance
 
==
 
null
)
 
createInstance
 
();

        
return
 
_instance
;

    
}

}

```

### C#
Een voorbeeld in C#:
```
public
 
class
 
Singleton
 
{

    
// Thread-safe oplossing om slechts één instantie aan te maken.

    
private
 
static
 
Singleton
 
_instance
 
=
 
new
 
Singleton
 
();

    
// Private constructor om te voorkomen dat anderen een instantie kunnen aanmaken.

    
private
 
Singleton
 
()
 
{
 
}

    
// Via een static read-only property kan de instantie benaderd worden.

    
public
 
static
 
Singleton
 
Instance
 
{

        
get
 
{

            
return
 
_instance
;

        
}

    
}

}

```

### PHP 5
Singleton-patroon in PHP 5:
```
class
 
Singleton
 
{

    
// object instance

    
private
 
static
 
$instance
;

  
    
private
 
function
 
__construct
()
 
{}

    
private
 
function
 
__clone
()
 
{}

  
    
public
 
static
 
function
 
getInstance
()
 
{

        
if
 
(
!
Singleton
::
$instance
 
instanceof
 
self
)
 
{

            
Singleton
::
$instance
 
=
 
new
 
self
();

        
}

        
return
 
Singleton
::
$instance
;

    
}

}

```

### Ruby
Singleton-patroon in Ruby
```
require
 
'singleton'

class
 
Singleton

    
include
 
Singleton

end

```

### Scala
Singleton-patroon in Scala is een taalelement.
```
object
 
Singleton
 
{

val
 
pi
 
=
 
3.14

var
 
teller
 
=
 
0

}

```

Ook hier met Scala thread safety gegarandeerd, bovendien kunnen er "companion" klassen gemaakt worden.

### C++
Singleton-patroon in C++
.h
```
class
 
CSingleton
 
{

    
protected
:
 

             
CSingleton
();

    
public
:

             
virtual
 
~
CSingleton
();

             
static
 
CSingleton
*
 
Instance
();

    
private
:

             
static
 
CSingleton
*
 
m_pSingleton
;

};

```

.cpp
```
 

//Definieer static om linkererrors te voorkomen

CSingleton
*
 
CSingleton
::
m_pSingleton
 
=
 
NULL
;

 

CSingleton
::
CSingleton
()
 
{
 
}

CSingleton
::~
CSingleton
()
 
{
 
}

 

CSingleton
*
 
CSingleton
::
Instance
()

{

    
if
(
m_pSingleton
 
==
 
NULL
)

       
m_pSingleton
 
=
 
new
 
CSingleton
;

 

    
return
 
m_pSingleton
;

}

```